# Breginj
Breginj este o localitate din comuna Kobarid, Slovenia, cu o populație de 251 de locuitori.